# Connie Britton
Constance Elaine Britton (nhũ danh: Womack; sinh ngày 6 tháng 3 năm 1967) là một ca sĩ, diễn viên và nhà sản xuất phim người Mỹ.

## Danh sách phim

### Điện ảnh
| Năm  | Phim                                      | Vai                     | Ghi chú        |
| ---- | ----------------------------------------- | ----------------------- | -------------- |
| 1995 | The Brothers McMullen                     | Molly McMullen          |                |
| 1998 | No Looking Back                           | Kelly                   |                |
| 2001 | One Eyed King                             | Helen Riley             |                |
| 2001 | The Next Big Thing                        | Kate Crowley            |                |
| 2004 | Looking for Kitty                         | Marcie Petracelli       |                |
| 2004 | Friday Night Lights                       | Sharon Gaines           |                |
| 2005 | Special Ed                                | Abi                     |                |
| 2005 | The Life Coach                            | Connie                  |                |
| 2006 | The Lather Effect                         | Valinda                 |                |
| 2006 | The Last Winter                           | Abby Sellers            |                |
| 2009 | Women in Trouble                          | Doris Hunter            |                |
| 2010 | A Nightmare on Elm Street                 | Dr. Gwendoline Holbrook |                |
| 2011 | Conception                                | Gloria                  |                |
| 2012 | Wing It Parenthood                        | Sharon Shoshonnesy      | Phim ngắn      |
| 2012 | Seeking a Friend for the End of the World | Diane                   |                |
| 2012 | The Fitzgerald Family Christmas           | Nora Fitzgerald         |                |
| 2013 | Angels Sing                               | Susan Walker            |                |
| 2013 | The To Do List                            | Jean Klark              |                |
| 2014 | This Is Where I Leave You                 | Tracy Sullivan          |                |
| 2015 | Me and Earl and the Dying Girl            | Mrs. Gaines             |                |
| 2015 | American Ultra                            | Victoria Lasseter       |                |
| 2017 | Beatriz at Dinner                         | Kathy                   |                |
| 2017 | Professor Marston and The Wonder Women    | Josette Frank           |                |
| 2018 | The Land of Steady Habits                 |                         | Hậu kỳ         |
| 2018 | Mustang                                   |                         | Đang thực hiện |